# Hans Helmut Dickow
Hans Helmut Dickow (* 14. April 1927 in Dresden; † 18. Dezember 1989 in Stuttgart) war ein deutscher Schauspieler und Hörspielsprecher.

## Leben
Dickow absolvierte nach Kriegsende seine Schauspielausbildung am Dresdner Konservatorium sowie später an der Hochschule für Musik und Theater in Dresden bei Erich Ponto und Paul Hoffmann.
Sein Bühnendebüt gab er noch während seiner Ausbildung am Staatstheater Dresden als Andres in Woyzeck. Von 1947 bis 1951 gehörte er dem Ensemble der Städtischen Bühnen Köln an, von 1951 bis 1955 war er am Schauspielhaus Zürich engagiert und blieb dem Haus als Gast bis 1972 verbunden. Von 1955 bis 1969 stand er am Württembergischen Staatstheater Stuttgart unter Vertrag.
Ab 1972 arbeitete Dickow, der 1964 zum Staatsschauspieler ernannt worden war, fast ausschließlich für Fernsehproduktionen. Dabei trat er oft in den deutschen TV-Serien Tatort und SOKO 5113 auf. Er spielte zudem die Rolle des „Doc“ in der deutschen Fassung der Fraggles. Dickow war auch ein vielbeschäftigter Hörspielsprecher und Sprecher von Hörbüchern klassischer Literatur. Er war in den unterschiedlichsten Genres in Haupt- und Nebenrollen zu hören. Auch in einem der Paul-Temple-Hörspiele wirkte er mit, nämlich in Paul Temple und der Fall Jonathan aus dem Jahre 1954.
Nachdem Hans Helmut Dickow sich 1987 krankheitsbedingt zurückgezogen hatte, starb er im Dezember 1989 mit 62 Jahren. Er wurde auf dem Waldfriedhof Stuttgart in Degerloch beigesetzt. Mittlerweile wurde das Grab aufgelassen. Dickow war verheiratet und Vater  eines Sohnes.

## Filmografie
Kino
- 1957: Die Brüder Rico
- 1961: Das Wunder des Malachias
- 1979: Die wunderbaren Jahre
- 1989: Whopper-Punch 777

Fernsehen
- 1957: Die Herberge
- 1959: Peterchens Mondfahrt
- 1970: Pater Brown – Skandal um Gloria
- 1972: Der Illegale – Dreiteiler
- 1972: Einmal im Leben – Geschichte eines Eigenheims – Dreiteiler
- 1973: Van der Valk und die Reichen
- 1973: Hamburg Transit – Fundsache
- 1973: Tatort – Ein ganz gewöhnlicher Mord
- 1974: Tatort – Eine todsichere Sache
- 1975: Sonderdezernat K1 – Flucht
- 1975: Kara Ben Nemsi Effendi – Serie
- 1975: Die Rakete
- 1975–1976: PS Geschichten ums Auto
- 1976: Freiwillige Feuerwehr (Fernsehserie)
- 1976: Tatort – Zwei Flugkarten nach Rio
- 1976: Alle Jahre wieder – Die Familie Semmeling
- 1976: Weder Tag noch Stunde
- 1977: Die Dämonen
- 1977: Menschenfresser
- 1978: Tatort – Sterne für den Orient
- 1978: Lady Audleys Geheimnis (Zweiteiler)
- 1979: Die Buddenbrooks
- 1980: Der Urlaub
- 1980: Tatort – Hände hoch, Herr Trimmel!
- 1981: Überfall in Glasgow
- 1981: Silas
- 1981: Tod eines Schülers
- 1982: Sonderdezernat K1 – Mord um zwei Ecken
- 1983–1987: Die Fraggles (85 Folgen)
- 1983: Das zerbrochene Haus
- 1983: Der Alte – Spuren eines Unsichtbaren
- 1984: Tatort – Freiwild
- 1984: Tod eines Schaustellers
- 1984: Ein Fall für zwei (Fernsehserie, Folge 25, Episode: „Die verlorene Nacht“)
- 1984: Die Krimistunde (Fernsehserie, Folge 11, Episode: „Ruth's Problem“)
- 1984: Das Traumschiff: Rio
- 1985: Derrick – Tödliches Schweigen
- 1985: Polizeiinspektion 1 – Bilderwut
- 1986: Ein Fall für zwei (Fernsehserie, Folge 40, Episode: „Todestag“)
- 1987: Die Krimistunde (Fernsehserie, Folge 24, Episode: „Der letzte Auftritt“)
- 1987: Die Muppets feiern Weihnacht
- 1988: Lorentz und Söhne
- 1988: Tatort – Pleitegeier

## Hörspiele
- 1954: Francis Durbridge: Paul Temple und der Fall Jonathan – Regie: Eduard Hermann (NWDR Köln)
- 1955: Nachrichten von Büchern und Menschen. Elf originale Radio-Essays ISBN 3-935840-02-0.
- 1956: Mein Name ist Paul Cox. Vierteilige Serie nach dem Roman „Gestatten, mein Name ist Cox – Ein Spaßvogel im Kampf mit der Unterwelt [auch bekannt als Mord ist strafbar]“ (SRF)
- 1958: Mein Name ist Paul Cox. „Gestatten, mein Name ist Cox – Eben war die Leiche doch noch da“ (SRF)
- 1959: Georges Simenon: Maigret und der gelbe Hund – Bearbeitung und Regie: Gert Westphal, (Hörspiel – SWF)
- 1961: Wolfgang Weyrauch: Totentanz (Polizist) – Regie: Martin Walser (Hörspiel – BR/NDR)
- 1961: Jan Rys: Verhöre (Polizist) – Regie: Fritz Schröder-Jahn (Hörspiel – NDR)
- 1964: André Pilot: Der Albtraum – Regie: Miklós Konkoly